# 이주희 (성우)
이주희(1972년 1월 23일 ~ )는 대한민국의 성우이다. 2001년 EBS 19기 공채 성우로 데뷔하였다.

## 주요 출연작품

### 광고
- 고려신용정보
- 해피홈
- 옥자
- 갤럭시 S3
- 토요타
- 아이에스동서
- 문재인
- 풀무원
- 120다산콜센터
- 스페셜K
- 더블하트
- MBC 나눔 캠페인
- 동부금융네트워크
- 페브리즈
- 다우니
- 샤넬
- 크리니크
- 랑콤
- 존슨즈 베이비 로션
- 하기스 매직팬티
- 신라면
- 인사돌
- 케토톱
- 아로나민 골드
- 캐논
- 마데카솔
- SK텔레콤 사람을 향합니다 시리즈
- 대한항공
- 현대중공업
- 에스티로더
- 래미안
- 삼성전자
- 르노삼성자동차
- 힐스테이트
- 현대자동차
- 현대모비스
- 쏘나타
- 아반떼
- 뉴 아우디
- 삼성
- LG 올레드 TV
- 시디즈 링고
- 기아자동차 레드멤버스
- 백두산 백산수
- SM5 택시
- 대우자동차판매건설
- 제주 삼다수
- 현대해상
- SM7
- 배스킨라빈스31
- 교보생명
- 스위첸
- 캐논 EOS 600D
- 프리저락
- 센시아
- 코렐
- 영주한우
- 폴리덴트
- 레고
- 선비숨결 영주사과
- 설악워터피아
- 훼라민Q
- 근로장려금 자녀장려금
- 현대자동차그룹
- 스위첸
- 공익광고협의회
- 카트
- 한성건설
- 양우건설
- 현대모비스
- 서울시 교육감 민주 진보 단일후보 조희연
- 애드빌
- 천호식품
- 광교 더샵 레이크 파크
- 가스안전캠페인
- 써모스
- 웰컴론
- 포크밸리
- 한국주택금융공사
- 제주 삼다수
- KDB대우증권
- 삼성전자
- 킨더 초콜릿
- 베스킨라빈스 31
- 호반건설
- 비오템 아쿠아수르수 수분 앰플 에센수
- 대한항공
- 스탠다드차타드은행
- 완자
- 유한킴벌리
- 국립 한국농수산대학
- 네이버 앱
- 진로교육
- 알리안츠생명
- 음식물 쓰레기 종량제
- 행복한 거리 만들기
- 그린카
- 필하우스
- LG유플러스
- 경기도교육청
- AIG생명
- 오휘 에이지 리커버리 수퍼 안티에이징 에센스
- 금연캠페인
- 마더하세요
- 에프킬라
- 바디피트 오가닉코튼
- 샘표
- 차티스
- 탬퍼 매트리스
- KT
- 공생발전
- 대한적십자사
- 사랑의 열매
- 신한금융그룹
- 현대기아자동차그룹
- 에버랜드 리조트
- 교보생명
- 라끄베르 이온워터액션
- 삼성
- 레미안
- 샤롯데
- 미래에셋증권
- 도시락
- 오휘 오리지널100 프레쉬셀
- 삼성생명
- 삼성금융그룹
- 리얼딕
- 세이
- 파워콤
- 롯데카드
- 현대카드
- 포스코 더 샵
- 샤트렌
- 하이얼 에어컨
- 오휘 선블록케익
- KTF
- 금호 어울림
- 하나로텔레콤
- 웰치 청포도
- 아이파크몰
- 라푸마
- 해피바시 바디24로션
- BBQ
- 튼튼영어 주니어
- 람데쉬
- 피자명
- 기탄교육
- 하동녹차
- 도브 샤워
- 프리저락
- 코렐
- 디오스
- 삼육두유
- 도브 아쿠아 모이스처샤워
- 1636
- 산업안전 캠페인
- 소기업 소상공인을 위한 공제제도
- 맥도날드
- 백설유
- 청원생명
- EYE20
- 푸르덴셜 생명
- 신한은행
- 대우캐피탈
- 보은 황토대추
- SHift 서울시 장기전세주택
- 빨간펜
- 추격자
- 물방울레이저
- HACCP
- 교통사고피해 국가보장 프로젝트
- 다시다
- 윤선생 영어교실
- 그린핑거 마이키즈
- 눈높이
- 산타원정대
- 상주곶감
- 포르테
- 크리니크 스킨 서플라이즈 포 맨
- 앱솔루트 명작
- 슬럼독 밀리어네어
- 금단비가
- 현대자동차
- 광주광역시
- i-사랑카드
- 신용보증 해드림
- 블랙
- 크리니크
- 넥센타이어
- 법질서 캠페인
- 기능한국인
- 통신예의지국 대한민국
- 파이팅코리아 캠페인
- 동파이프
- LIG 매직카
- 정관장
- 미소금융
- 대신증권
- KB국민은행
- 산심
- 지인

### 나레이션
- KBS2 반려동물극장 <단짝>
- SBS 좋은아침 <수요일N스타일>
- SBS  SBS스페셜 <연필>
- SBS 꾸러기 탐구생활
- KBS 스토리인
- KBS 부산 <미래식량,바다를 경작하라>

### 애니메이션
- 스쿠비두-대프니
- 갓슈벨(챔프) - 로브노스 / 사모님
- 스피릿-럭키
- 격부술사 요역문(챔프) - 사야
- 굳세어라 금동아!(재능TV) - 황금동
- 극상학생회(챔프) - 오우메 아유무 / 와카나 / 차다야마 / 학생
- 기사 피핀의 천한 가지 모험(EBS) - 윌리엄 부인
- 행복배달부 팻아저씨(EBS)-로렌 선생님
- 꼬마돼지 위블리(EBS) - 퍼기
- 꼬마산타 니콜라스(EBS)
- 날아라 방울방울 친구들(카툰네트워크) - 촉촉방울
- 내 친구 토토(EBS) - 퐁글
- 네모네모 스펀지 송(EBS)
- 단짝친구 바리와 뭉치(EBS) - 리사
- 디지몬 크로스워즈(대원방송) - 노유라
- 로빈은 사춘기(EBS) - 조지아
- 마술사 오펜(애니맥스) - 매직
- 마술사 오펜 리벤지(애니맥스) - 매직 린
- 마징카이저(애니원) - 로루
- 멋지다 코니(재능TV) - 금나리
- 명탐정 코난(애니맥스) - 고은하
- 못말리는 비버형제(재능TV)
- 변신로봇5(EBS) - 유니콘
- 별난 가족 힐(EBS) - 멜린다
- 별난 깜찍 수호천사(EBS) - 보라
- 빨강머리 앤(EBS) - 아멜리아
- 사이버 포뮬러(애니박스) - 스고 아스카
- 샘샘은 꼬마 슈퍼맨(EBS) - 엄마
- 세계명작동화(EBS) - '아나스타샤'편 / '노아의 방주'편 / '헤라클레스'편 / '수링의 전설'편 / '엄지공주'편 수선화 요정 / '걸리버 여행기'편 / '왕자와 거지'편 / '타잔'편 어린 타잔의 형, 그레이스톡의 아내
- 슈퍼와이(EBS) - 골디락스
- 스즈미야 하루히의 우울(애니맥스) - 아사쿠라 료코 / 나카니시'ENOZ'
- 심술고양이 가필드(재능TV)
- 안젤리나 발레리나(EBS) - 비키
- 알록달록 크레용(KBS) - 파니
- 알쏭달쏭 수수께끼?(애니박스)
- 어떤 마술의 금서목록(애니맥스) - 카자키리 효우카 / 올소라 아퀴나스 / 올리아나 톰슨
- 엽기인걸 스나코(애니박스) - 숙모 / 섹시녀 / 양호선생님
- 우리는 곰돌이 가족(EBS) - 프레드
- 워터십 다운의 토끼들(EBS) - 길리아
- 이누야샤(애니원) - 공주 / 여자 / 진주 / 소녀
- 쥬얼펫(재능TV) - 한예빈 / 로즈마리
- 천지무용 양황귀 OVA(애니박스) - 료오키
- 천지무용 한 여름밤의 이브(애니박스) - 마유카
- 천지무용 in LOVE(애니박스) - 아치카
- 칠칠단의 비밀(어린이TV)
- 캣독(재능TV)
- 코끼리왕 바바(EBS)
- 코지 코지(애니맥스) - 조니
- 키리쿠와 마녀(EBS) - 마을 여자
- 택틱스(애니맥스) - 레이코
- 토끼네 집으로 오세요(EBS) - 단장
- 투모야 아일랜드의 크리스마스(EBS) - 보롱
- 프로젝트 블루 지구 SOS(애니박스) - 에밀리
- 해피 엘프(카툰네트워크) - 길다 / 소년
- 헌터X헌터(애니원) - 시즈크
- 헌터X헌터 OVA(애니박스) - 시즈크
- 헌터X헌터 OVA G.I Final(애니박스) - 시즈크
- 호기심 많은 조지(EBS)
- 흑장미 부인의 문방구(어린이TV)
- 흑의 계약자(애니맥스) - 카코 / 아르마
- DARKER THAN BLACK 유성의 제미니(애니맥스) - 카야누마

### 애니메이션 영화
- 돌아온 우주보안관 장고(애니박스) - 제이비

### 영화
- 동물 구조대 사바나 원정기(EBS) - 샤피라(질파나 지몬스)
- 마디타와 리사벳(EBS)
- 마법의 동전(EBS) - 엄마
- 말썽꾸러기 로타(EBS) - 요나스(마틴 안데르손)
- 베토벤(EBS)
- 빨간 머리 앤(영어판)(EBS) - 제인
- 사운더(EBS)
- 소년 탐정단 - 해골 섬의 비밀을 찾아서(EBS) - 크리스(나이마 세브)
- 시끌벅적 마을의 아이들 - 여름 그리고 가을(EBS) - 부쎄(헨릭 라르손)
- 시끌벅적 마을의 아이들 - 겨울 그리고 봄(EBS) - 부쎄(헨릭 라르손)
- 온 더 라인(SBS) - 케일라(로마나 프링글)
- 칼라의 소망(EBS)
- 못말리는 로타(EBS) - 요나스(마틴 안데르손)
- 브리트니의 일상탈출(EBS) - 애쉴리(씨씨 헤드페스)

### 외화
- 가면라이더 블레이드(챔프) - 우미
- 가면라이더 디케이드(챔프) - 하나오리 코토하(블레이드 옐로우)
- 공룡캠프의 비밀(EBS)
- 남과 북(EBS) - 베씨
- 마담 퐁파두르(EBS) - 엘리자베트
- 사랑의 마을 에버우드(EBS) - 메디슨 켈너(사라 랜커스터)
- 파워레인저 와일드 스피릿(챔프) - 미키 / 소리사 / 라게크

### 라디오드라마
EBS 인물열전  오드리 햅번 편  - 오드리 햅번
EBS  인물열전 프리다 칼로 편  - 프리다 칼로
EBS 코리안 미러클 - 해설

### 게임
- 스윙 - 골프 팡야 2nd 샷! - 세실리아 / 쿠
- 사이퍼즈 - 엘윈의 드니스
- 음양사 - 야오비쿠니
- 테일즈런너 - 리나